# Anna Iwaszkiewicz (producent filmowy)
Anna Iwaszkiewicz (ur. 15 lipca 1955 w Warszawie, zm. 29 września 2008 tamże) – polska producentka filmowa.
W 1980 ukończyła studia na Wydziale Ekonomicznym Uniwersytetu Warszawskiego. Od 1985 związana z Teatrem Telewizji. Była prezesem Stowarzyszenia Producentów Filmów Reklamowych.

## Filmografia

### Filmy
| - 1987 – Opowiadanie wariackie – kierownictwo produkcji II - 1988 – Mistrz i Małgorzata – kierownictwo produkcji II - 2004 – Tulipany – koproducent | - 2004 – Wesele – producent - 2008 – Mała wielka miłość – producent - 2009 – Dom zły – producent |

### Seriale
- 2000–2001 – Miasteczko – producent
- 2005 – Tak miało być – producent wykonawczy
- 2007 – Ekipa – producent wykonawczy

## Teatr telewizji
| - 1986 – Żeglarz – kierownictwo produkcji - 1986 – Remont – kierownictwo produkcji - 1986 – Paradyzja – kierownictwo produkcji - 1986 – Niedostępna – kierownictwo produkcji - 1988 – Wilki w nocy – kierownictwo produkcji - 1988 – Replika – kierownictwo produkcji | - 1988 – Ławeczka – kierownictwo produkcji - 1988 – Kłopoty z jubilatem – kierownictwo produkcji - 1988 – Napoleon V. S. O. P. – kierownictwo produkcji - 1989 – Teatr cudów – kierownictwo produkcji - 2006 – Cztery kawałki tortu – producent |